# Torre Bianca di Salonicco
La Torre Bianca di Salonicco (in greco Λευκός Πύργος?, Lefkós Pýrgos; in turco Beyaz Kule; in ladino: Kuli Blanka) è uno dei principali monumenti della città di Salonicco, in Grecia.

## Caratteristiche
L'edificio sovrasta il porto e si trova in un parco pubblico. Ospita una mostra permanente dedicata alla storia della città. Ha 6 piani, 34 metri di altezza e 70 di perimetro.

## Storia
La Torre Bianca fu fortificata nel XV secolo, utilizzata in seguito come posto di guardia dei Giannizzeri e come prigione per i condannati a morte. Fu costruita nel luogo di una preesistente torre bizantina, che collegava il lato orientale della fortezza di Salonicco (che sopravvive ancora oggi), con quello sul mare (abbattuto nel 1866).

## Denominazione
Inizialmente era chiamata «Torre dei Leoni» e in seguito, negli anni della dominazione ottomana, assunse diversi altri nomi. Nel XVIII secolo si chiamava «Fortezza di Kalamaria» e durante il XIX secolo, quando veniva utilizzata come prigione per i condannati all'ergastolo, «Torre dei Giannizzeri» e «Kanli-Kule», cioè Torre del Sangue, perché i turchi la usavano come prigione per i morituri e come luogo di tortura, spesso eseguita dai Giannizzeri, riempiendo le mura di sangue.
Nel 1890, Nathan Guéledi, un prigioniero della torre condannato all'ergastolo, imbiancò l'edificio in cambio della propria libertà, da allora il monumento fu chiamato «Beyaz-Kule», cioè «Torre Bianca» (Λευκός Πύργος).